# J Balvin
J Balvin, született José Álvaro Osorio Balvín (Medellín, 1985. május 7. –) kolumbiai énekes, dalszerző. A reggaeton műfaját ő tette világhírűvé. Első albuma, a La Familia, 2013-ban jelent meg.
Legismertebb dala a Mi Gente, amelyet Willy William francia énekessel közösen készített, és videoklipje egyike a legtöbb megtekintéssel rendelkező YouTube-videóknak. A videoklip egyben elnyerte az MTV legjobb videoklip díját is.

## Diszkográfia

### Albumak
- La Familia (2013)
- Energía (2016)
- Vibras (2018)
- Colores (2020)
- Jose (2021)

### Vendégművészként
1. Inna - Cola Song (2014)
2. Xonia - I Want Cha (2014)
3. Cardi B - I Like It (2018)
4. Yandel - No Te Vayas (2020)

### Kislemezek
- ”Ella Me Cautivó” (2009)
- ”Sin Compromiso” (2010)
- ”Me Gustas Tú” (2010)
- ”Sequiré Subiendo” (2011)
- ”En Lo Oscuro” (2012)
- ”Como un Animal” (2012)
- ”Yo Te Lo Dije” (2012)
- ”Tranquila” (2012)
- ”Sola” (2013)
- ”6 AM” (2013)
- ”La Veganza” (2014)
- ”Ay Vamos” (2014)
- ”Ginza” (2015)
- ”Bobo” (2016)
- ”Veneno” (2016)
- ”Malvada” (2016)
- ”Por Un Día” (2016)
- ”Snapchat” (2016)
- ”Solitario” (2016)
- ”Safari” (featuring Pharrell Williams, Bia, Sky) (2016)
- ”Sigo Extrañándote” (2017)
- ”Si Tu Novio Te Deja Sola” (featuring Bad Bunny) (2017)
- ”Bonita” (featuring Jowell & Randy) (2017)
- ”Muy personal” (featuring Yandel) (2017)
- ”Mi Gente” (featuring Willy William) (2017)
- ”Mi Gente (Remix)” (featuring Willy William, Beyoncé) (2017)
- ”Machika” (featuring Jeon et Anitta) (2018)
- ”Ahora” (2018)
- ”Ambiente” (2018)
- ”Vibras” (featuring Carla Morrison) (2018)
- ”Cuando Tú Quieras” (2018)
- ”Brillo” (featuring Rosalía) (2018)
- ”En Mí” (2018)
- ”Peligrosa” (featuring Wisin & Yandel) (2018)
- ”Noches Pasadas” (2018)
- ”Dónde Estarás” (2018)
- ”No Es Justo” (featuring Zion & Lennox) (2018)
- ”Reggaeton” (2018)
- ”La Rebelión” (2019)
- ”Que Pretendes” (Featuring Bad Bunny) (2019)
- ”Cuidao por ahí” (Featuring Bad Bunny) (2019)
- ”Con Altura” (Featuring. Rosalía) (2019)
- ”Blanco” (2019)
- ”Morado” (2020)
- ”Azul” (2020)
- ”Agua” (Featuring. Tainy) (2020)
- ”Anaranjado” (Featuring. Jowell y Randy) (2020)
- ”Un Dia (One Day)” (Dua Lipan, Bad Bunnyn ja Tainyn kanssa, 2020)
- ”Location” (Karol G:n ja Anuel AA:n kanssa, 2021)
- ”Ma' G” (2021)